# Israel Pickens
Israel Pickens (30 de janeiro de 1780 - 24 de abril de 1827) foi o décimo quinto governador do Alabama, de 1821 a 1825. Foi também senador pelo estado da Carolina do Norte, de 1808 a 1810.